# Euryopis umbilicata
Euryopis umbilicata är en spindelart som beskrevs av Ludwig Carl Christian Koch 1872. Euryopis umbilicata ingår i släktet Euryopis och familjen klotspindlar. Inga underarter finns listade i Catalogue of Life.